# Duje (Barciany)
Duje (deutsch Doyen, 1938 bis 1945 Dugen) ist ein kleines Dorf in der polnischen Woiwodschaft Ermland-Masuren und gehört zur Gmina Barciany (Landgemeinde Barten) im Powiat Kętrzyński (Kreis Rastenburg).

## Geographische Lage
Duje liegt unmittelbar an der Staatsgrenze zur russischen Oblast Kaliningrad (Gebiet Königsberg (Preußen)) in der nördlichen Mitte der Woiwodschaft Ermland-Masuren, sechs Kilometer südöstlich der einstigen Kreisstadt Gerdauen (heute russisch Schelesnodoroschny) bzw. 27 Kilometer nördlich der heutigen Kreismetropole Kętrzyn (deutsch Rastenburg).

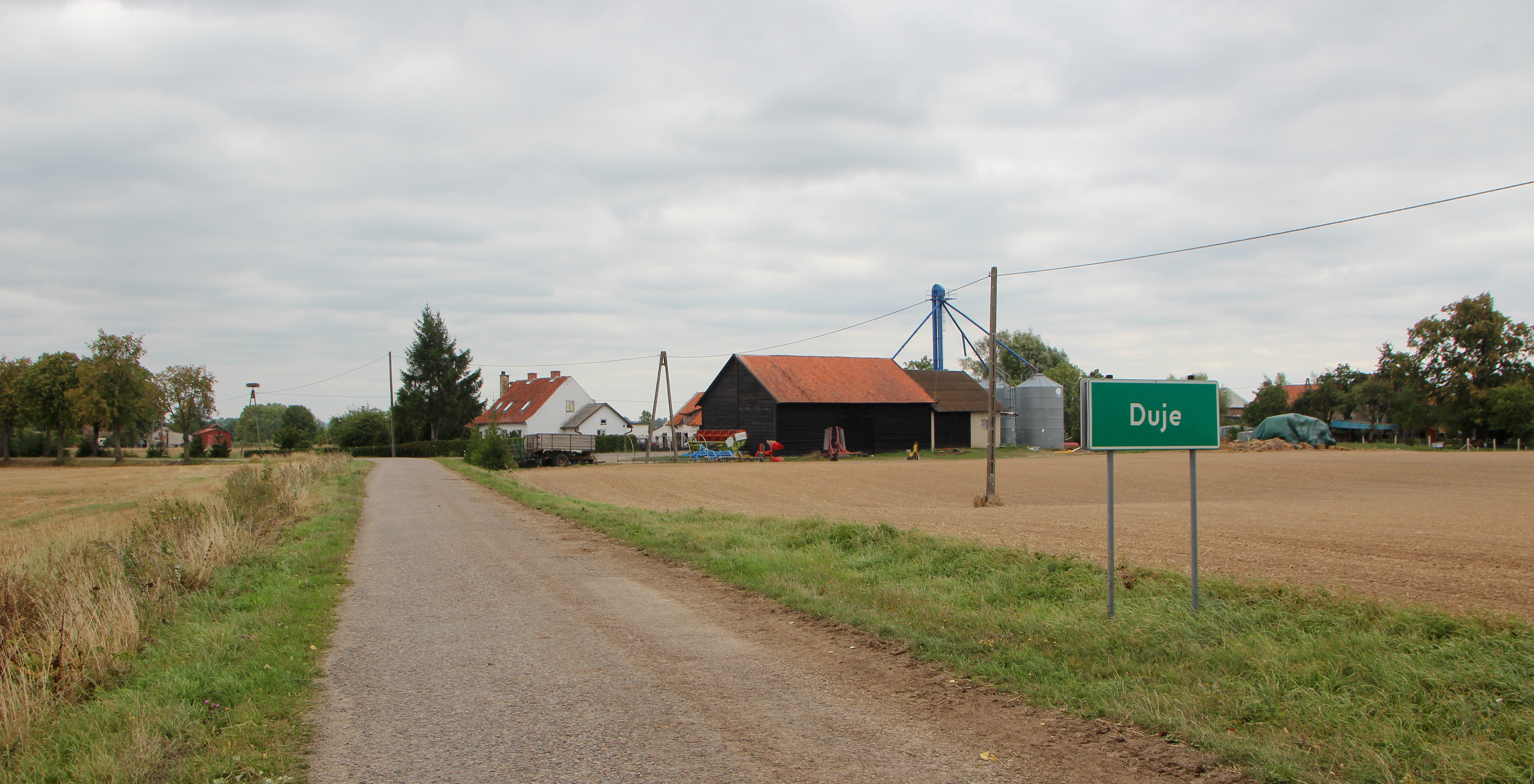
Ortseinfahrt Duje

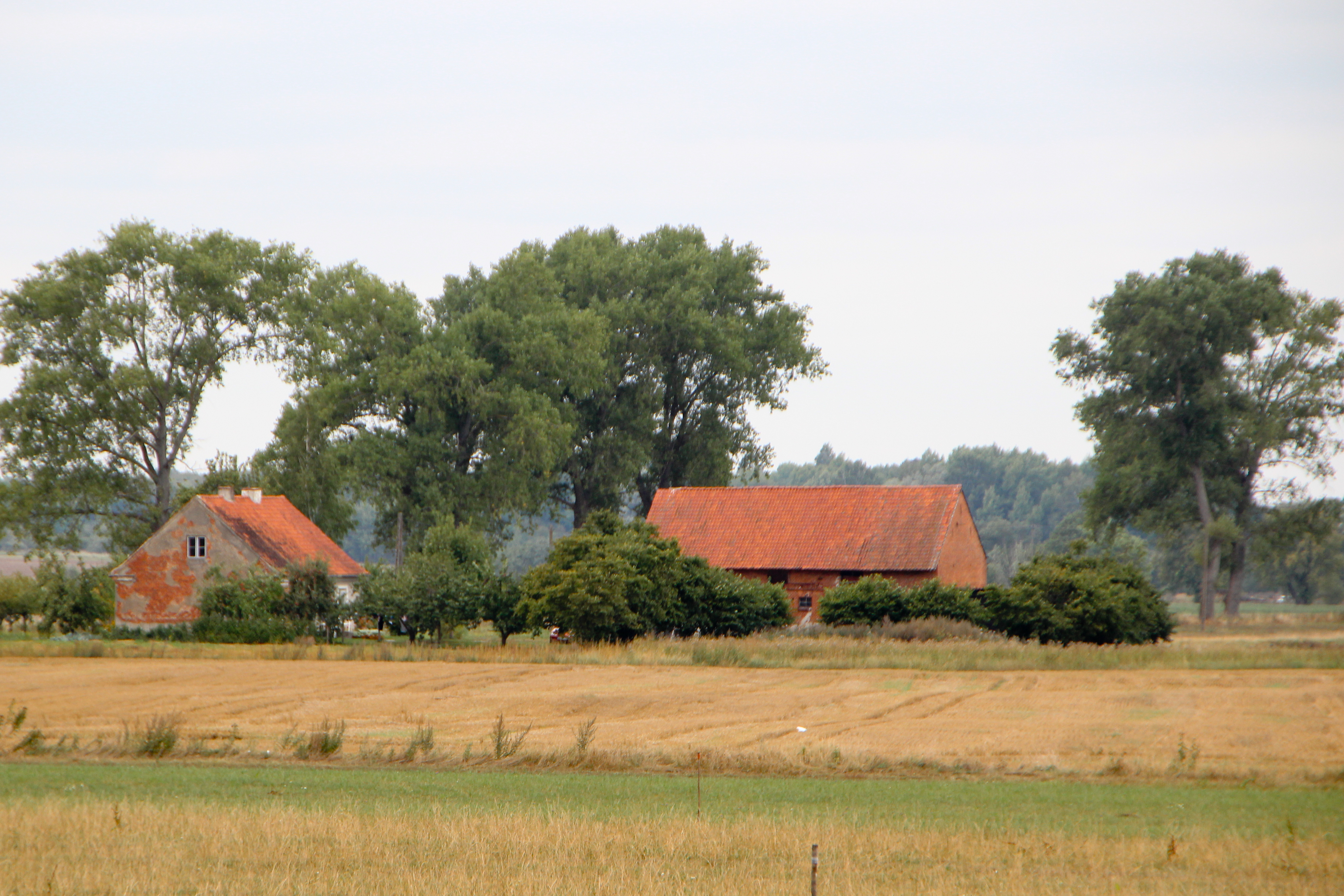
Landwirtschaftliches Anwesen in Duje

## Geschichte
Doyen war in seinem Ursprung ein kleines Dorf mit mehreren kleinen Höfen und Gehöften. Im Jahre 1874 wurde die Landgemeinde in den neu errichteten Amtsbezirk Kanoten (polnisch Kanoty) integriert, der zum Kreis Gerdauen im Regierungsbezirk Königsberg in der preußischen Provinz Ostpreußen gehörte. Im Jahre 1910 zählte Doyen 138 Einwohner.
Am 30. September 1928 gab Doyen seine Selbständigkeit auf und schloss sich mit den Gutsbezirken Kanoten (polnisch Kanoty), Posegnick (russisch Sori) und Korklack (polnisch Kurkławki) zur neuen Landgemeinde Posegnick zusammen. Am 3. Juni (amtlich am 16. Juli) 1938 wurde Doyen aus politisch-ideologischen Gründen der Abwehr fremdsprachlich klingender Ortsnamen in „Dugen“ umbenannt.
In Kriegsfolge kam Dugen 1945 mit dem gesamten südlichen Ostpreußen zu Polen. Nur wenige hundert Meter wurde die Trennlinie zum nördlichen Ostpreußen gezogen, das zu Russland kam. Dugen erhielt die polnische Namensform „Duje“ und ist heute eine Ortschaft im Verbund der Landgemeinde Barciany (Barten) im Powiat Kętrzyński (Kreis Rastenburg), bis 1998 der Woiwodschaft Olsztyn, seither der Woiwodschaft Ermland-Masuren zugehörig. Im Jahre 2011 zählte Duje 46 Einwohner.

## Kirche

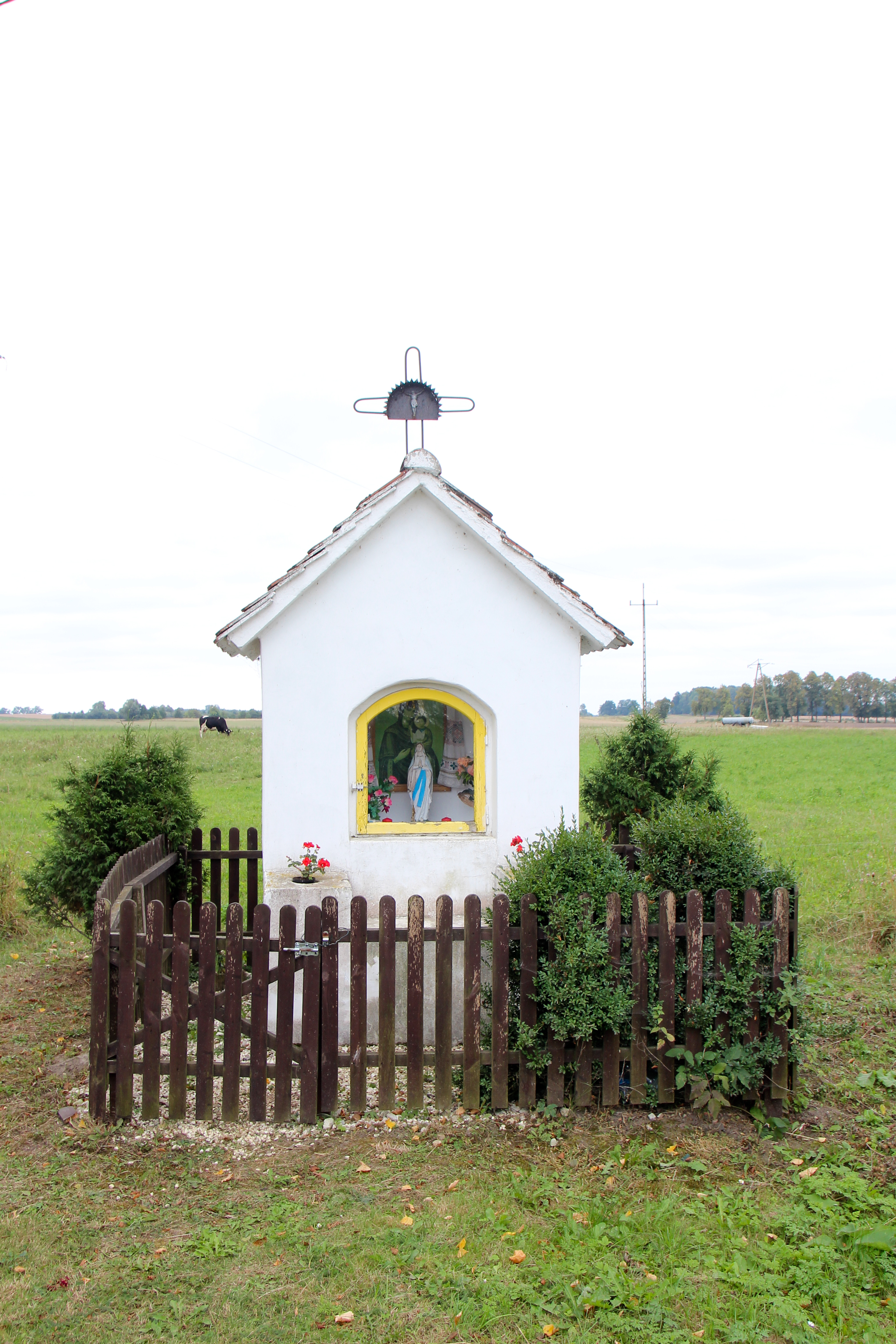
Bildstock in Duje

Bis 1945 war Doyen tesp. Dugen in die evangelische Kirche Molthainen in der Kirchenprovinz Ostpreußen der Kirche der Altpreußischen Union sowie in die römisch-katholische Kirche Insterburg (heute russisch Tschernjachowsk) im damaligen Bistum Ermland eingepfarrt.
Heute gehört Duje katholischerseits zur Pfarrei St. Anna Mołtajny im jetzigen Erzbistum Ermland, evangelischerseits zur Kirchengemeinde Barciany, einer Filialgemeinde der Johanneskirche Kętrzyn (deutsch Rastenburg) in der Diözese Masuren der Evangelisch-Augsburgischen Kirche in Polen.

## Verkehr
Aufgrund seiner Grenzlage ist Duje lediglich über zum Teil unwegsame Straßen  aus den Nachbarorten Mołtajny (Molthainen, 1938 bis 1945 Molteinen), Asuny (Assaunen) bzw. Kurkławki (Korklack) erreichbar. Eine Bahnanbindung besteht nicht.